# Timoteos z Miletu
Timoteos z Miletu, Τιμόθεος ο Μιλήσιος (między końcem V a początkiem III w. p.n.e.) - poeta i muzyk grecki, twórca liryki chóralnej. Żył przede wszystkim w Atenach, miał spędzić też jakiś czas na dworze władcy Macedonii Archelaosa I.
Był autorem nomosów, proojmiów, enkomionów, hymnów i dytyrambów w 18 księgach utworów poetyckich, z których zachowały się jedynie fragmenty. Słynął z radykalnych innowacji muzycznych, ostro krytykowanych przez starożytnych. 
Najbardziej znanym utworem Timoteosa jest nomos Persowie, z którego zachowały się obszerne fragmenty. Poemat w nowatorskiej, posługującej się zaskakującą metaforyką formie opisuje zwycięstwo Greków nad Persami w Bitwie pod Salaminą. Prolog do Persów napisać miał Eurypides, przyjaciel Timoteosa. Odkryty w 1902, pochodzący z IV w. p.n.e. papirus zawierający tekst tego poematu jest najstarszym zachowanym oryginalnym tekstem greckim.